# 臺灣魔芋
臺灣魔芋（學名：Amorphophallus henryi）又名山薯、石薯、亨氏芋、亨氏蒟蒻，为天南星科蒟蒻属下的一個種。为台灣的特有植物，分布于台灣本島。塊莖內含有葡甘聚醣可製作成蒟蒻，但其葡甘聚醣含量少，且生物鹼殘留高。不適合當作蒟蒻原料。

## 繁殖
通常魔芋屬植物藉由雌蕊先熟、雄蕊後熟來防止自花授粉，但台灣魔芋的雌雄蕊成熟期重疊了一天，使它能夠進行自花授粉。除了台灣魔芋外，東亞魔芋、珠芽魔芋能夠行無融合生殖來產生種子。在野外這幾種魔芋結果率都比其他品種高。當果實顏色從未成熟的綠色漸漸轉紅，而成熟果實轉為藍色。一粒果實含1-4個種子。台灣魔芋的種子在母體成熟前會將胚乳轉化為小塊莖，並進入休眠期。通常在隔年4月開始萌芽。

## 成長
萌芽期利用小塊莖內的養分直到展葉。當養分漸漸用盡，葉產生的養分足以補償消耗的養分時，塊莖開始膨大，稱之為換頭期。魔芋換頭期通常在6-7月。台灣魔芋生長期直到11月後開始冬眠。台灣魔芋需生長3-5年才能開花，開花當年塊莖只分化花芽，不會長葉。台灣魔芋的花比密毛魔芋小的多，相對的台灣魔芋能夠連續開花數年。

## 扩展阅读
- 維基物種上的相關：台湾魔芋